# ماسیره کانته
ماسیره کانته (انگلیسی: Massiré Kanté؛ زادهٔ ۳۱ مارس ۱۹۸۹) بازیکن فوتبال اهل فرانسه است.
از باشگاه‌هایی که در آن بازی کرده‌است می‌توان به باشگاه فوتبال ستاره سرخ، باشگاه فوتبال لو مان، و باشگاه فوتبال استراسبورگ اشاره کرد.